# بليك هارون
بليك هارون (بالإنجليزية: Blake Aaron)‏ هو عازف جاز أمريكي، ولد في القرن العشرين.